# Kathedrale von Alès

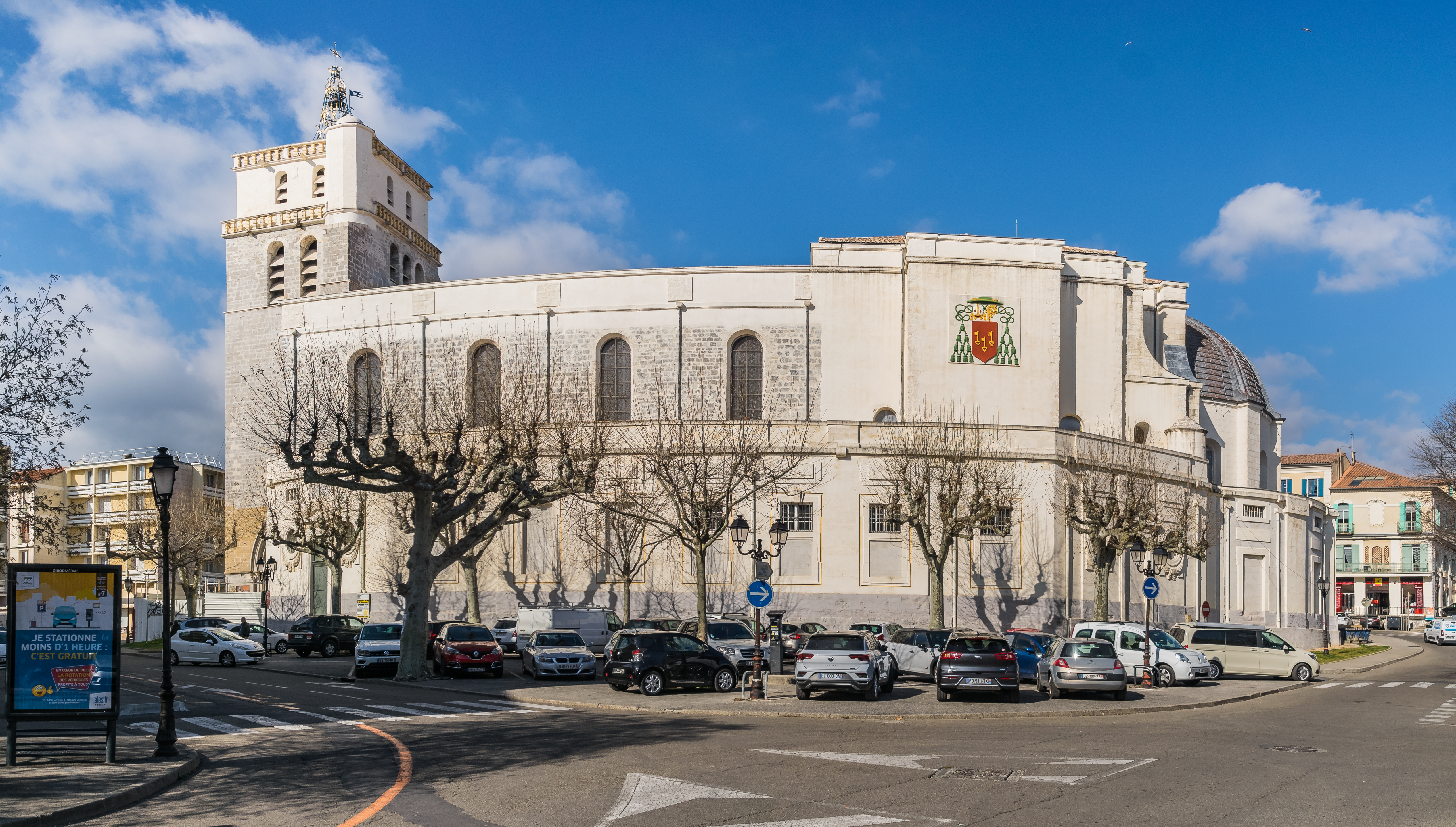
Ehemalige Kathedrale von Alès

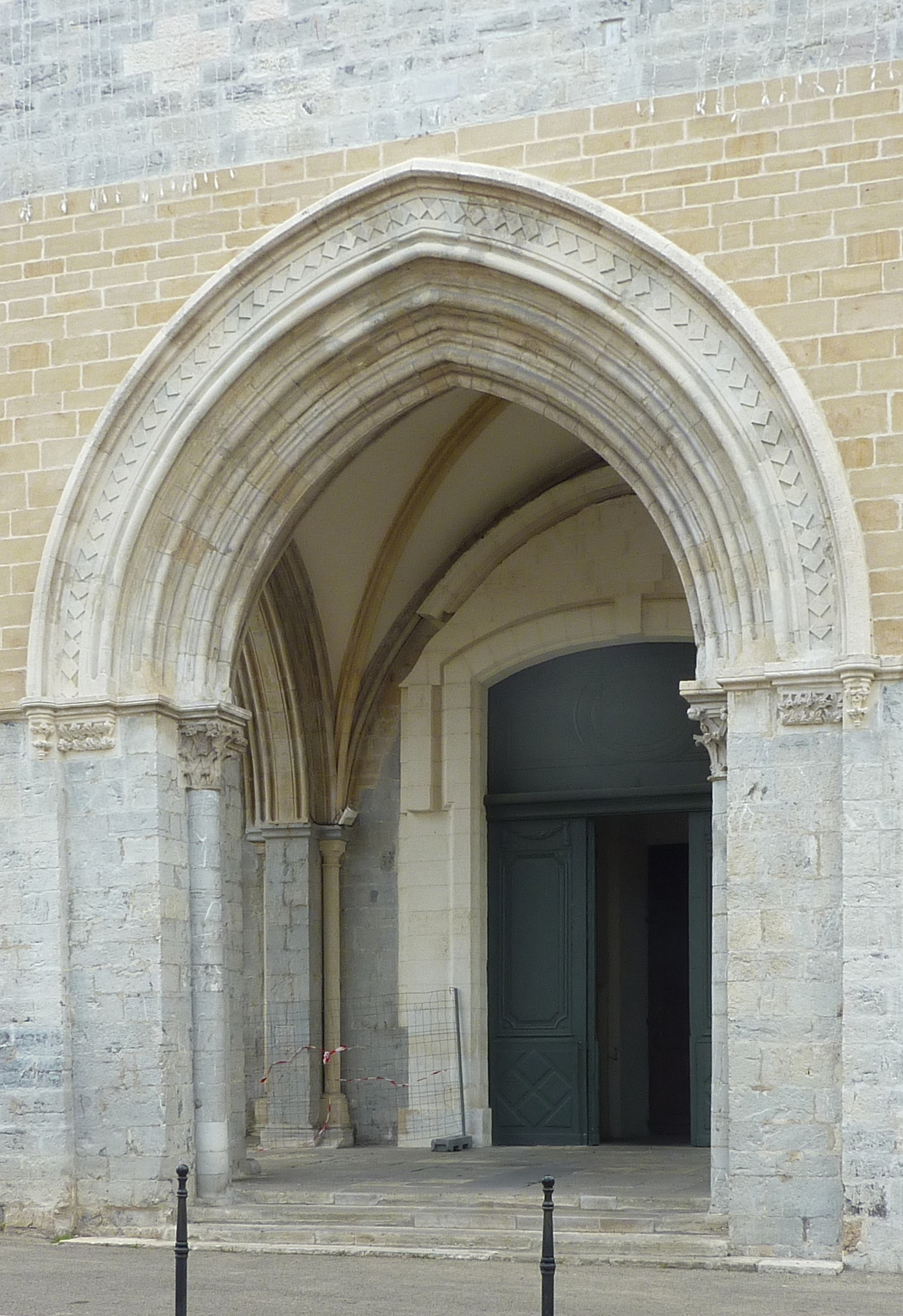
Gotisches Portal und Vorhalle am Westturm

Die unter dem Patrozinium Johannes des Täufers (St-Jean-Baptiste) stehende ehemalige Kathedrale von Alès war die Bischofskirche des vom Ende des 17. Jahrhunderts bis zur Französischen Revolution existierenden Bistums Alais, welches durch das zwischen Napoleon Bonaparte und dem Heiligen Stuhl geschlossenen Konkordat von 1801 aufgelöst wurde. Der Kirchenbau ist seit dem Jahr 1914 als Monument historique anerkannt.

## Geschichte

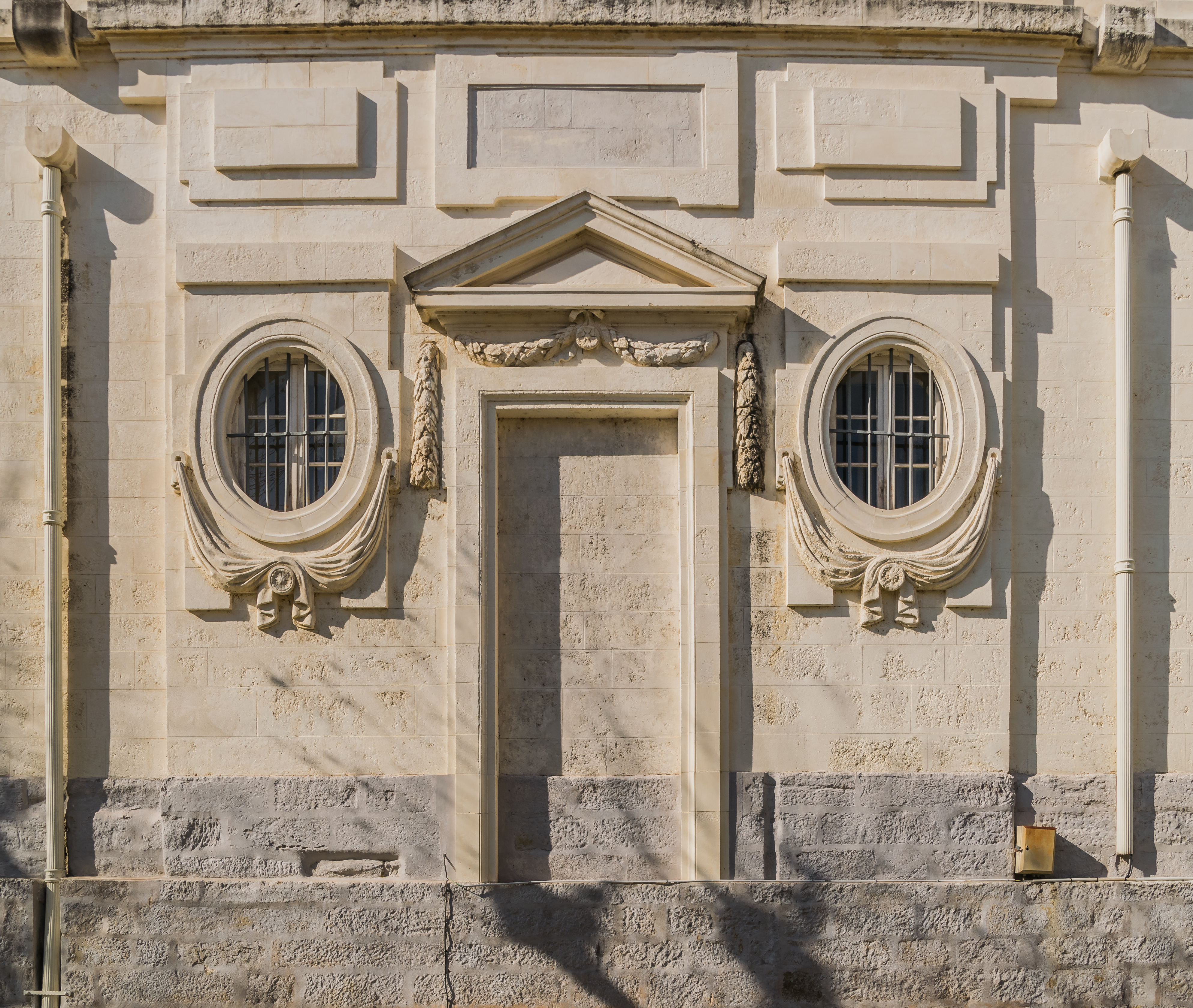
Scheinportal auf der Nordseite

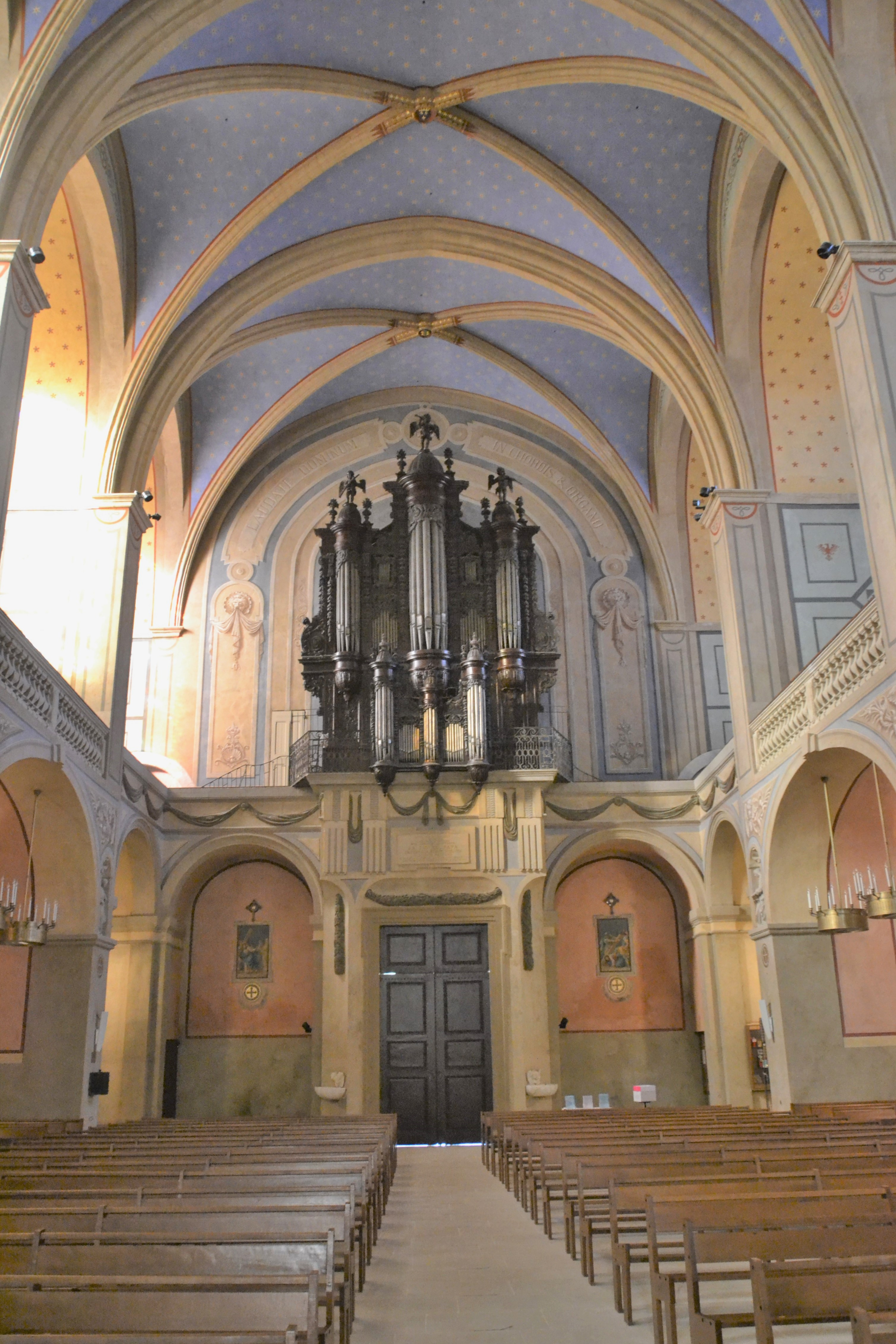
Kirchenschiff

Während der Hugenottenkriege (1562–1598) war die am Südrand der Cevennen gelegene Stadt Alès einer der protestantischen Sicherheitsplätze (Places de Sûreté) im Süden Frankreichs. Nach der Niederlage der Protestanten in La Rochelle (1628) verkündete Kardinal Richelieu am 29. Juni 1829 das Gnadenedikt von Alès, wodurch alle bestehenden Sicherheitsplätze aufgehoben wurden, den Protestanten aber der Verbleib in Frankreich gestattet wurde. Das Bistum Alais wurde im Jahr 1694 in einer Zeit des erstarkenden Katholizismus unter König Ludwig XIV. durch Papst Innozenz XII. aus Gebietsabtretungen des Bistums Nîmes errichtet. Eine damals noch bestehende mittelalterliche Kirche wurde größtenteils abgerissen um Platz für einen Neubau zu schaffen. In den Jahren 2018 bis 2020 wurde die Kirche komplett restauriert.

## Architektur
Das Äußere der Kirche zeigt einige antikisierende Elemente, die vor allem im Scheinportal auf der Nordseite sichtbar werden. Der von drei Seiten aus zugängliche Eingang zur Kirche befindet sich im Untergeschoss des Turmes; hier sind auch noch einige ältere Steine der Vorgängerbauten (Spolien) erhalten. Der Turm schloss ursprünglich mit einer Kuppel nach oben ab, doch wurde diese im Jahr 1775 durch Blitzschlag zerstört und durch einen kleinen Glockenkäfig aus Schmiedeeisen ersetzt.
Das ca. 20 m hohe und von Kreuzrippengewölben bedeckte Kirchenschiff wird von Seitenkapellen mit darüber befindlichen Emporen begleitet. Langhaus und Querschiff kreuzen sich in der überkuppelten Vierung. Die Farbgebung und das zurückhaltende Stuckdekor entsprechen dem klassizistischen Geschmack der Zeit.

## Ausstattung
Die ehemalige mittelalterliche Ausstattung der Kirche ist weitgehend verschwunden. Die mehrfach restaurierte Orgel stammt ursprünglich aus dem Jahr 1727.